# Pużniki
Pużniki (ukr. Пужники, Pużnyky) – wieś na Ukrainie, w obwodzie iwanofrankiwskim, w rejonie tłumackim.

## Historia
W 1823 roku Teodor Mrozowicki założył w Pużnikach cukrownię (fabrykę cukru burakowego), która została w 1826 roku przeniesiona do Sokołówki koło Bóbrki. Był to pierwszy zakład produkujący cukier z buraków cukrowych nie tylko w Galicji, ale również w całym Cesarstwie Austriackim. W 2001 roku liczyła 831 mieszkańców.